# Chengdu Goldenport Circuit
Der Chengdu International Circuit (chinesisch 成都国际赛车场), auch Chengdu Goldenport Circuit (chinesisch 成都金港电路), war eine 2007 eröffnete, permanente Rennstrecke, im Verwaltungsgebiet Sichuan, in der Volksrepublik China. Sie war zum Zeitpunkt ihres Bestehens die am westlichsten gelegene Rennstrecke Chinas und wurde 2018 geschlossen und 2019 abgerissen.

## Geschichte
Die permanente Rennstrecke war Teil eines Bau-Booms von Rennstrecken in China den 2000er Jahren, ausgehend von einem großen Interesse an Motorsport. Sie wurde im Uhrzeigersinn befahren und war 12 bis 22 Meter breit.
Auf der Rennstrecke finden verschiedene nationale Motorsport-Meisterschaftsläufe statt. Im Jahr 2008 fand ein Lauf der A1GP-Serie statt, im Jahr 2017 war die Rennstrecke Teil der chinesischen Formel-4-Meisterschaft.
Eine Besonderheit der Strecke waren die vielen Bodenwellen im Asphalt, die daraus resultierten, dass die Rennstrecke auf einem Teil eines Sumpfes gebaut wurde. In den Bodenwellen sammelte sich bei Regen Wasser, welches das Fahren auf der Strecke herausfordernd gestaltete.
Sowohl der schlechte Zustand der Strecke als auch die limitierende Infrastruktur sorgten dafür, dass zum Schluss nur noch nationale Events auf der Anlage stattfanden. Im August 2018 gab das Management bekannt, dass aufgrund geänderter Stadtentwicklungspläne das Areal der Strecke zukünftig nicht mehr für Rennveranstaltungen zur Verfügung stehen würde. Die Anlage wurde Ende des Jahres geschlossen und 2019 abgerissen. 2023 wurde einige Kilometer weiter südöstlich der Chengdu Tianfu International Circuit als Ersatzanlage eröffnet.